# バージニア・テレビクルー射殺事件
バージニア・テレビクルー射殺事件（バージニア・テレビクルーしゃさつじけん）とは、2015年8月26日にバージニア州でテレビの生放送中にリポーターとカメラマンが射殺された事件。

## 概要
東部夏時間の2015年8月26日早朝、バージニア州の民間テレビ局WDBJ（CBS系列）のニュース番組で、地元商業施設の屋外にてインタビューを生中継していた。放送中の午前6時46分頃に以前同局で勤務していた元記者の男であるヴェスター・リー・フラナガンが、同僚であった女性リポーターのアリソン・パーカーと、男性カメラマンのアダム・ワードを至近距離から射殺し、インタビューを受けていた地元商工会の女性にも重傷を負わせて逃走した。
銃撃の瞬間はそのまま生放送されており、初めにアリソンが上半身を撃たれ連続した数発の発砲音と悲鳴が聞こえ、直後にカメラが横倒しになり数秒後にスタジオの映像に切り替わった（その際、銃を手にしたフラナガンの姿が一瞬写っていた）。また、射殺事件の数時間後には、フラナガンによって、発砲者側から撮影した銃撃の動画が自身のFacebookとTwitterに投稿された。
フラナガンは銃殺事件の2時間後にテレビ局ABCニュースにファクシミリで23枚からなる犯行声明を送り付け、バージニア工科大学銃乱射事件の犯人（チョ・スンヒ）とコロンバイン高校銃乱射事件の犯人（エリック・ハリスとディラン・クレボルド）への称賛や、チョから影響を受けたことを述べるとともに、犯行の2か月前にサウスカロライナ州で発生したチャールストン教会銃撃事件が転換点になったと犯行動機を語った。
レンタカーで逃走したフラナガンは警察に包囲されると自らを撃ち自殺を図った。直ちに病院に搬送されたが死亡した。
フラナガンは以前にWDBJに勤務していたが、怒りの感情を表に出す事が多く望ましくない人物として、2013年に解雇されていた。ABCテレビによれば、フラナガンは職場で人種差別を受けていたと語っていたという。
保守系メディアからは事件は人種差別主義者によるヘイトクライムであると報じられている。パット・ブキャナンは、被害者が白人でなかったならば現在も生きていたであろうと述べている。

## 犯行動画の抜粋画像の掲載に対する反響
タブロイド紙であるデイリーニューズとザ・サンをはじめとする複数の新聞社が、犯行動画から抜粋した画像を掲載したところ、一部の読者やメディア倫理の専門家から一線を越えた行為だと非難が寄せられた。